# Каттанео-Инчиза, Джованна
Джованна Каттаное-Инчиза (итал. Giovanna Cattaneo Incisa; в девичестве Джованна Каттаное, 4 ноября 1942, Турин — 18 декабря 2011, Турин) — итальянский политик, мэр Турина в 1992 году.

## Биография
Джованна родилась в Турине в 1942 году, была дочерью главного врача больницы Мартини в Турине (итал. Ospedale Martini di Torino). Училась в школе им. Альфьери. В 1965 году женилась на маркизе Роберто Инчиза из Роккетты. От Роберто родила трёх детей.
Она стала активисткой Итальянской республиканской партии, и от этой партии она стала мэром своего города в 1992 году после отставки либерала Валерио Дзаноне. В свою очередь, Джованна вынуждена была уйти в отставку из-за отсутствия поддержки со стороны Pentapartito, коалиции пяти крупнейших партий Италии. В последующие годы оставалась в муниципальном совете, поддерживая правительство Валентино Кастеллани.
Увлекалась искусством. С 1998 по 2002 годы была президентом Галереи современного искусства в Турине. Позже она стала президентом Фонда Туринского музея, который отвечает за такие важные городские музеи, как Палаццо Мадама и Средневековая деревня, и эту должность она занимала до своей смерти.
Джованна умерла 18 декабря 2011 года в возрасте 69 лет из-за опухоли.